# Liberalisme espanyol

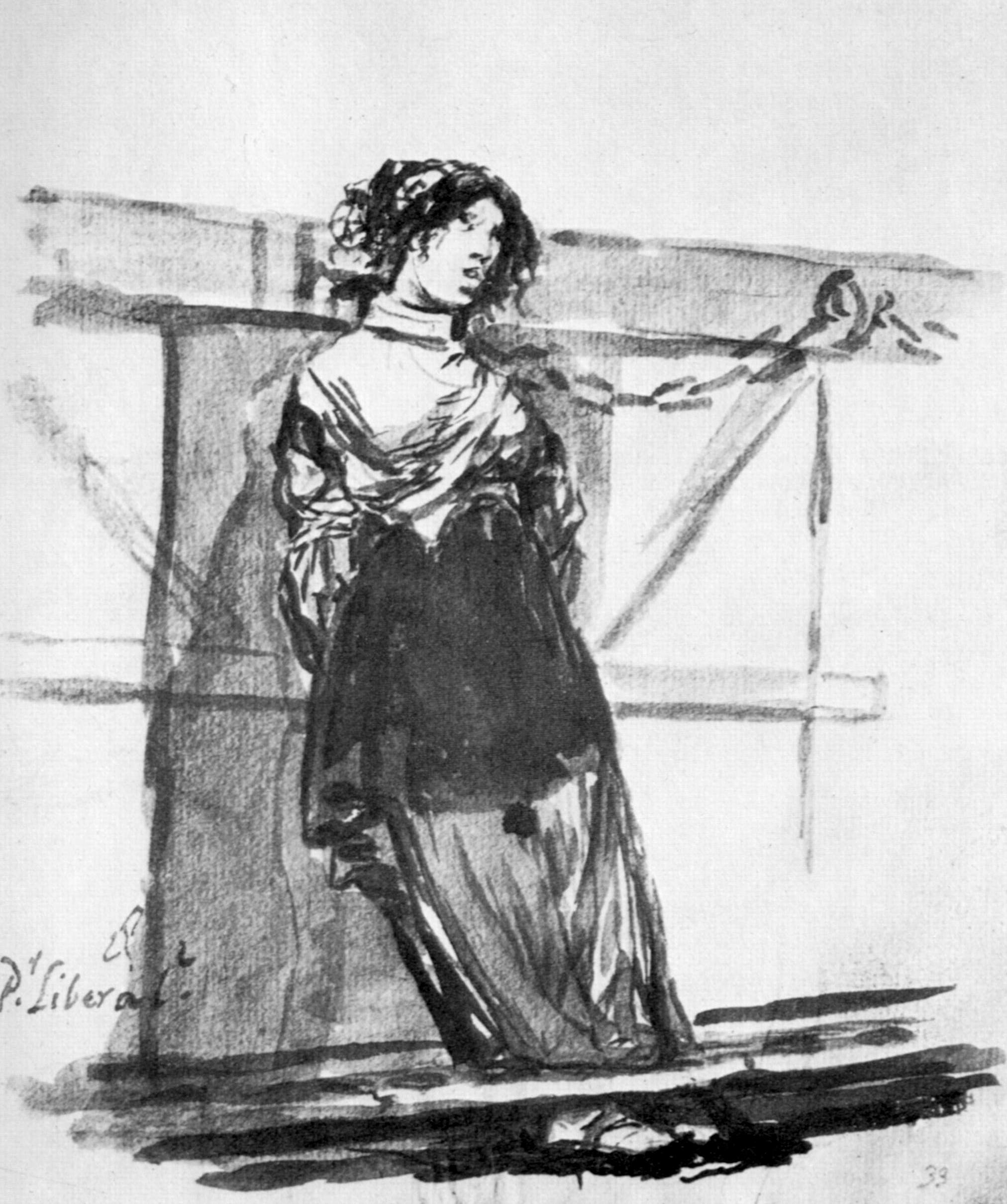
Por liberal, dibuix de Francisco de Goya (de data incerta, entre 1803 i 1824).

Liberalisme espanyol és una etiqueta historiogràfica i de teoria política que s'aplica en molt diferents contextos històrics de l'edat contemporània a Espanya, a més de la ideologia del liberalisme a Espanya.
La revolució liberal espanyola com a moviment polític en el qual s'inclouen els diferents corrents que han rebut a Espanya la denominació de liberals o liberals espanyols, va tenir com a inici la Guerra del Francès (1808-1814), com a escenari fonamental les Corts de Cadis (1810-1814) i com a text referent la Constitució espanyola de 1812, fins al punt que s'utilitza la denominació de liberalisme gadità.
La Construcció de l'estat liberal a Espanya es va anar gestant durant el regnat d'Isabel II (1833-1868), període en què es produeix no tant la definitiva configuració del Nou Règim o Règim Liberal, sinó una accidentada successió d'intents de definir-ho de maneres més o menys liberals (moderades -més eclèctiques i contemporitzadores- o «progressistes» -més radicals o revolucionàries-), enfront de la resistència reaccionària representada pels carlins i els neocatòlics. Entre tota l'activitat legislativa, van ser decisives per al canvi econòmic i social les dues desamortitzacions espanyoles, la legislació fiscal, minera i ferroviària, i la llei Moyano d'educació; mentre que menor sort van tenir els assajos oposats de textos constitucionals que pretenien assentar la configuració jurídic-institucional.
Al mateix temps, s'anaven desenvolupant processos històrics de recorregut molt més extens: una lenta (per a alguns autors "fracassada") revolució industrial espanyola, un capitalisme espanyol amb característiques pròpies, un canvi social corresponent a la revolució burgesa, però en el qual el protagonisme de la burgesia va ser escàs, i una peculiar construcció de la identitat nacional: El nacionalisme espanyol.
Partits polítics espanyols de diferent significació ideològica han rebut la denominació de Partit liberal.

## Preliberals
Els precursors del liberalisme en la segona meitat del segle xviii, dins de la il·lustració política a Espanya, amb molt diferents orientacions: els aristòcrates (Comte de Floridablanca, Comte d'Aranda) els buròcrates i intel·lectuals (Jovellanos, Campomanes, Juan Meléndez Valdés, León de Arroyal) i els petits i completament marginals grups de radicals (Conspiració de Picornell). Encara que no sol aplicar-se'ls la denominació de liberals o preliberals, n'hi ha algun ús bibliogràfic.

## Liberalisme gadità
Els liberals de les Corts de Cadis (1810-1814), moment històric en el qual es va encunyar el terme "liberal" en la seva accepció actual i en què és exportat al vocabulari polític de tots els idiomes. Hi trobem molts polítics de talla a les files liberals: Agustín Argüelles Álvarez, Diego Muñoz Torrero, el comte de Toreno, Gabriel Siscar i Siscar, Pedro Agar y Bustillo, etc. Els que mantenien una postura entre els liberals i serviles o absolutistes espanyols foren anomenats jovellanistas. En el debat públic entre liberals i absolutistes que esdevenia a la premsa gaditana i a libels de contingut polític editats allí, hi destacà pel cantó liberal Antoni Puig i Blanch, que escrivia amb el malnom Natanael Jomtob (La Inquisición sin máscara o Disertación en que se prueban hasta la evidencia los vicios de este tribunal y la necesidad de que se suprima, 1811), i Carmen de Silva, qui edità El Robespierre Español a partir de l'ingrés a la presó del seu marit (Pascasio Fernández Sardino -mosso apotecari o metge castrense, segons diferents fonts-, ressentit contra els militars, que és denominat políticament "gorro": patriota exaltat... [i] liberal radical-extremista). El periòdic liberal més influent va ser El Conciso, que va arribar a distribuir dos mil exemplars (venuts directament en la redacció), la qual cosa per a l'època era extraordinari (la major part de la població no sabia llegir, i sentia les lectures públiques que es realitzaven a les nombroses tertúlies polítiques de la ciutat, a cafès i ateneus). A El Conciso solia publicar Francisco Sánchez Barbero. Un altre periòdic liberal era El Tribuno, de Muñoz Torrero. L'oposició liberal/absolutista es va traslladar a la moda, identificant-se els vestits a la liberal entre els burgesos gaditans, per contrast amb la moda castissa madrilenya del gust de l'aristocràcia.

## Exili liberal
Els liberals a l'exili, que s'inicià el 1814 i es repetí el 1823; i al que marxaren tant els afrancesats (Juan Antonio Llorente, Juan Meléndez Valdés, Leandro Fernández de Moratín, Alberto Lista, Mariano Luis de Urquijo, etc.) com els patriotes gaditans.
Els liberals escolliren principalment Londres, alguns d'ells sota la protecció de Lord Holland (els esmenats anteriorment, altres expatriats prèviament com José María Blanco White, i molts altres: Joaquín Lorenzo Villanueva, Jaime Villanueva, José Canga Argüelles, Vicent Salvà i Pérez, Antoni Puig i Blanch, etc.) Altres eligiren Gibraltar, la proximitat del qual els permetien de participar en conspiracions de caràcter insurreccional (Torrijos), i on també posteriorment hi havia alguns evangelitzadors protestants (que pogueren entrar a Espanya després de la revolució de 1868 -Juan Bautista Cabrera, Manuel Matamoros-).
Un altre destí molt escollit fou França, on hi van arribar a conviure afrancesats i patriotes (a ciutats com París i Bordeus -on va passar els seus últims anys Francisco de Goya y Lucientes, en contacte amb Leandro Fernández de Moratín i un grup d'espanyols entre els quals estaven comerciants i financers com Juan Bautista Muguiro i Martín Miguel de Goicoechea, que va emparentar amb el pintor-).
A Portugal es va instal·lar un altre grup d'exiliats liberals espanyols. A la colònia espanyola de Lisboa va conèixer José de Espronceda a la qual seria la seva dona, Teresa Mancha, filla d'un militar liberal exiliat (1826-1827).
La diàspora liberal espanyola va ser decisiva per a la internacionalització de la classe política i la difusió d'idees i pràctiques polítiques, en ambdues direccions (els espanyols es van impregnar de la cultura europea al mateix temps que exportaven una particular imatge romàntica d'Espanya -exotisme- i suscitaven un interès seriós pel seu estudi -hispanisme-). La difusió exterior de la Constitució de Cadis de 1812 va ser tal, que va arribar a imposar-se com a model constitucional en les revolucions de 1820 a Portugal i Itàlia.

## Liberalisme en el Trienni
Els liberals del Trienni liberal (1820-1823), escindits entre doceañistas o moderats (Evaristo Pérez de Castro, Eusebio Bardaxí, José Gabriel de Silva -marquès de Santa Cruz-, i Francisco Martínez de la Rosa) i veinteañistas o exaltats (Rafael del Riego, Evaristo Fernández de San Miguel). També s'utilitzaven les expressions fracció temperada i fracció dels constitucionals.

## Liberalisme isabelí
Els liberals del regnat d'Isabel II (1833-1868), escindits entre el liberalisme moderat (Martínez de la Rosa, Alejandro Mon, Ramón María Narváez, Luis González Bravo) i el liberalisme progressista (Juan Álvarez Mendizábal, Baldomero Espartero, Pascual Madoz); va haver-hi també partits intermedis, com la Unió Liberal (Leopoldo O'Donnell).
El terme "isabelí" es va utilitzar com a contraposició al terme "carlista" per identificar els partidaris de la construcció d'un Estat liberal -més o menys progressista o moderat- enfront dels defensors de l'Antic Règim. També es va utilitzar, durant algun temps, el terme "cristí" (per la reina regent Maria Cristina de Borbó).

## Liberalisme econòmic a Espanya
Des dels anys centrals del segle xix es va iniciar un debat intel·lectual i polític entre el proteccionisme i el lliurecanvisme, que implicava l'expressió d'interessos de dos grups antagònics: l'oligarquia terratinent castellano-andalusa que, mentre es va beneficiar de la possibilitat d'exportar els excedents agrícoles generats per la desamortització i l'increment de la superfície conreada, no veia cap inconvenient a obrir al capital estranger el mercat de productes industrials, l'explotació dels jaciments miners o la xarxa ferroviària (empreses inaccessibles per a l'escàs capital nacional, habituat al rendisme); mentre que la burgesia catalana defensava el proteccionisme, per reservar el feble mercat nacional i les restes de mercat colonial als seus productes tèxtils. La convergència d'interessos entre ambdues parts de la classe dominant no es va produir fins a finals del segle xix, provocant un increment aranzelari que va convertir Espanya en un dels mercats més proteccionistes del món fins a la sortida de l'autarquia i el Pla d'Estabilització de 1959 pilotat pels tecnòcrates de l'Opus Dei. En tot el període esdevingueren oscil·lacions de la política econòmica: el lliurecanvisme anglòfil d'Espartero (que va arribar a bombardejar Barcelona el 1842), l'aranzel moderat de 1847 (continuació de la reforma fiscal Mon-Santillán), l'aranzel Figuerola de 1869, l'aranzel de guerra de 1891, l'aranzel Cambó de 1922 i la postura de José Calvo Sotelo contra el patró or deguda als estudis d'Antonio Flores de Lemus.
La identificada com a escola d'economistes liberals espanyols estava formada per autors com José Alonso Ortiz, José Canga Argüelles, Álvaro Flórez Estrada i Valentín de Foronda. Malgrat la divergència d'interessos amb la burgesia industrial catalana (representats per l'escola proteccionista d'Eudald Jaumeandreu), va haver-hi també catalans entre els economistes partidaris del lliurecanvisme: Laureà Figuerola, Joaquim Maria Sanromà, Lluís Maria Pastor i Rodríguez, els cosins Joan Eloi i Fèlix de Bona o Joaquim Gisbert Colomer. Entre les institucions identificades amb la tendència lliurecanvista estaven la Societat Lliure d'Economia Política i l'Associació per a la Reforma dels Aranzels, a més d'altres més veteranes, com la Reial Societat Econòmica Matritense d'Amics del País i els Cercles Mercantils i Industrials Entre les identificades amb la tendència proteccionista estaven l'Institut Industrial de Catalunya, el Foment de la Producció Espanyola, el Foment de la Producció Nacional i altres institucions que des de 1771 venien funcionant com a grup de pressió o patronal tèxtil, precedents del Foment del Treball Nacional (denominat així des de 1889).

## Liberalisme en el Sexenni
El Sexenni democràtic va significar l'accés al poder de l'esquerra liberal, des dels demòcrates fins als republicans. De la mateixa manera que socialment la burgesia va passar de revolucionària a conservadora, el terme "liberal" va deixar d'identificar les opcions radicals per passar a ser un patrimoni comú de totes les opcions centrals del sistema polític, que únicament excloïa a les opcions extremes o marginals (carlisme i moviment obrer). El mateix príncep exiliat Alfons de Borbó utilitza el terme per qualificar-se a si mateix en el manifest de Sandhurst (1 de desembre de 1874):
| « | Ni deixaré de ser bon espanyol ni, com tots els meus avantpassats, bon catòlic, ni, com a home del segle, veritablement liberal. | » |

## Liberalisme en la Restauració
La qüestió universitària de 1875 que va privar de les seves càtedres als krausistes, va desembocar en la creació de la Institución Libre de Enseñanza, refugi del lliure pensament i els valors civils que s'identificaven tradicionalment amb el liberalisme; mentre que el nom de «liberal» va passar a devaluar-se per la seva identificació amb un dels partits dinàstics: els liberals de la Restauració (1875-1923), identificats amb el Partit Liberal Fusionista de Práxedes Mateo Sagasta i les seves successives escissions i refundacions (Eugenio Montero Ríos, José Canalejas y Méndez, Segismundo Moret, Álvaro Figueroa y Torres Mendieta -comte de Romanones-).
| «                 | - Jo no sé, don José, com són els liberals, tan gossos, tan immorals. - Oh, tranquil·litzi's vostè. Passats els carnestoltes vindran els conservadors, bons administradors de la seva casa. | » |
| — Antonio Machado | |   |

| «                                                                           | El liberalismo es pecado | » |
| — Títol d'un fulletó molt divulgat escrit per Fèlix Sardà i Salvany el 1884 |                          |   |

## Liberalisme en el primer terç del segle XX
La crisi de la Restauració va dissoldre el sistema tornista de partits dinàstics (des del desastre de 1898, però especialment a partir de la crisi de 1917). En els anys següents (entre 1923 i 1939) es van succeir la Dictadura de Primo de Rivera, la Segona República Espanyola i la Guerra Civil Espanyola, períodes en els quals no va haver-hi cap agrupació política d'importància que s'identifiqués amb l'etiqueta liberal; passant a ser els republicans qui es van apropiar del seu espai i els seus valors, especialment els intel·lectuals de l'Agrupación al Servicio de la República (José Ortega y Gasset, Gregorio Marañón i Ramón Pérez de Ayala). El pensament d'Ortega i els seus deixebles (María Zambrano, Julián Marías Aguilera) s'ha identificat freqüentment amb el liberalisme, àdhuc per ells mateixos, amb matisos. Fins i tot una figura del moviment obrer com Indalecio Prieto va poder associar la seva ideologia amb un terme que ja no implicava cap identificació partidista: soy socialista a fuer de liberal (1922).

## Liberalisme sota el franquisme
Durant el règim de Franco (1939-1975), moment en què la paraula liberal s'utilitzava com a insult (intercanviable amb la paraula "maçó" o "*politicastre" -el desprestigi de la política com a activitat i la conspiració judeomaçònica eren obsessions personals del mateix Franco-), l'etiqueta de liberalisme era utilitzada per elements moderats de l'oposició al franquisme i fins i tot per elements de la denominada família "monàrquica" o "joanista" dins de les famílies del franquisme; especialment als implicats en el contuberni de Múnic i del qual van formar part de les diferents organitzacions d'integració política de finals del franquisme, com la Platajunta (Antoni de Senillosa, José Luis de Vilallonga).

## Liberalisme en la Transició
Durant la Transició Espanyola (des de 1975) i l'actual sistema democràtic, l'existència de partits liberals ha estat molt minoritària en termes electorals. L'espai polític del liberalisme va ser reivindicat per grups molt oposats entre si:
- per la Unió de Centre Democràtic (UCD) d'Adolfo Suárez, que comptava amb una família liberal (Antonio Garrigues Walker, Ignacio Camuñas, Manuel Clavero Arévalo);[24]
- per candidatures unitàries de l'oposició (a les eleccions de 1977 sota la denominació Senadors per la Democràcia, amb Joaquín Satrústegui);
- d'una part dels nacionalistes catalans, especialment de Convergència Democràtica de Catalunya de Jordi Pujol (mentre que l'altra part de la seva coalició, Unió Democràtica de Catalunya era, com el Partit Nacionalista Basc, un dels fundadors històrics de la Internacional Demòcrata Cristiana). Esquerra Democràtica de Catalunya de Ramon Trias i Fargas havia nascut com a liberal. D'altres liberals catalans, com Eduard Punset o Salvador Millet i Bel, s'acabarien integrant a la UCD;[25]
- pels partits i individus, molt poc nombrosos entre 1977 i 1982 (Antoni de Senillosa), molt més a partir d'aquesta data,[26] que es van aproximar a les successives agrupacions de la dreta ex-franquista (primer Alianza Popular, després Coalició Democràtica -on es va incloure Acció Ciutadana Liberal de José María de Areilza- i després Coalició Popular -AP-PDP-UL, sigles d'Aliança Popular-Partit Demòcrata Popular-Unió Liberal, sent Pedro Schwartz el que encapçalava als liberals-, totes elles liderades per Manuel Fraga), conglomerat que va aconseguir la seva definitiva denominació en 1989 com a Partit Popular (alguns dels components del qual es defineixen actualment a si mateixos com a liberals, en afirmacions sempre polèmiques -Rodrigo Rato, Esperanza Aguirre, Alberto Ruiz-Gallardón-[27]);
- per altres grups liberals, que alternativament van optar per alguna de les integracions anteriors (amb el centre, amb l'esquerra o amb la dreta política), o bé per una marxa en solitari, amb homologació internacional, o sense, a la Internacional Liberal. Sovint les trajectòries de personalitats identificades amb l'etiqueta liberal es van entrecreuar, entrant i sortint d'uns i uns altres partits, coalicions o operacions, com va passar amb José María de Areilza o amb els germans Garrigues Walker. L'únic moment en què una opció exclusivament identificada amb el liberal va adquirir un gran protagonisme va ser durant la denominada operació Roca (l'intent de convertir-se en un partit frontissa entre el PSOE i el Partit Popular, recolzant com a candidat a president del govern Miquel Roca i Junyent, de la coalició Convergència i Unió, i que va presentar candidatures a la resta d'Espanya -excepte Galícia- amb el nom de Partit Reformista Democràtic a les eleccions de 1986, sense obtenir cap escó).

## Liberalisme espanyol en l'actualitat
Dins de l'ampli i difús espai social que a la fi del segle XX i començaments del segle XXI s'identifica amb la tradició i els valors del liberalisme, l'etiqueta liberal sol aplicar-se a alguns dirigents de les organitzacions empresarials, com la CEOE (José Antonio Segurado), certes fundacions (Fundació Ortega-Marañón), i a personalitats del món acadèmic, especialment en economia (Pedro Schwartz).
Neoliberalisme espanyol
En el context històric del procés de globalització, l'adopció del terme "neoliberalisme espanyol" s'aplica, com en el cas general ("neoliberalisme") a les polítiques econòmiques desreguladores i privatizadores (aplicades per governs espanyols de qualsevol signe, els del PSOE i els del PP) i per les organitzacions internacionals (FMI, Unió Europea -criteris de convergència-), a més dels individus (intel·lectuals, polítics o empresaris) o institucions (think tanks com la FAES -vinculada al PP- o l'Instituto Juan de Mariana) identificats especialment amb elles i amb el concepte de societat de mercat.